# جنگ ایران و روسیه (۱۸۱۳–۱۸۰۴)

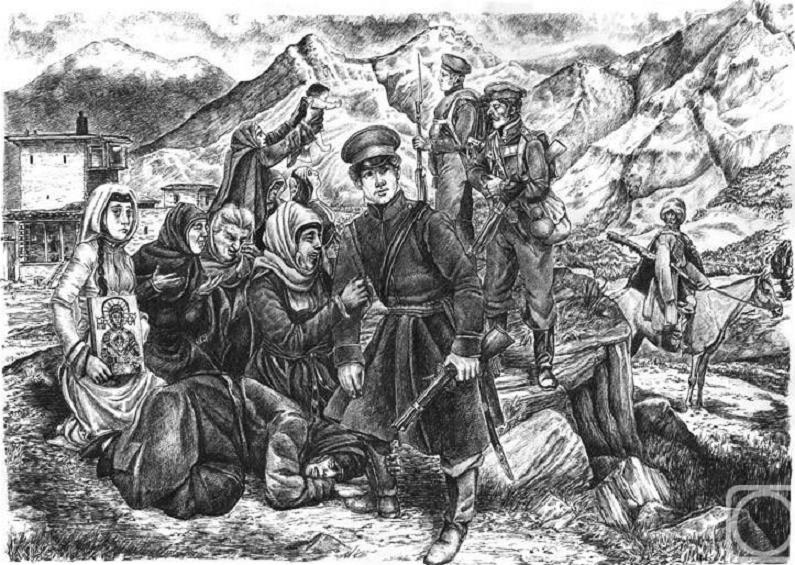
یک نقاشی از طراحی روس که پناه‌آوردنِ مردمِ گرجستان به ارتش روسیه را (از ترس ایرانیان) نشان می‌دهد. درواقع با جداشدن گرجستان از ایران، نه تنها سلسلهٔ محلی پادشاهان گرجستان به‌دست روس‌ها منقرض شد، بلکه کل گرجستان برای ۲۰۰ سال به‌صورت بخشی از روسیه درآمد.

دوره اول جنگ‌های ایران قاجاری و روسیه به جنگ‌های میان این دو کشور در سال‌های ۱۱۸۳ تا ۱۱۹۲ه‍.ش (۱۸۰۴–۱۸۱۳) گفته می‌شود که در پایان منجر به پیمان گلستان و در نتیجه از دست رفتن اراضی بزرگی از ایران در شمال رود ارس گردید.
به سال ۱۲۱۵ ه‍.ق گئورگی حاکم گرجستان رسماً تحت‌الحمایگی روس‌ها را پذیرفت. برادر گئورگی، الکساندر چون مخالف پیوستن گرجستان به روسیه بود به دربار ایران پناهنده شد. تزار روس این امر را بهانه قرار داده فرمانده خود پاول سیسیانوف را مأمور تصرف قفقاز کرد. سیسیانوف به تفلیس حمله کرد و آن شهر را تصرف کرد. در این زمان گئورگی خان مرد و یکی از فرزندان او تهمورث به دربار ایران پناهنده شد و شاه ایران را به جنگ با روس‌ها تشویق کرد. فتحعلی‌شاه که از الحاق گرجستان به روسیه ناراحت بود پناهنده شدن شاهزادگان گرجستانی به دربار ایران را بهانه کرد و فرمان حمله به گرجستان را صادر کرد.
علت اساسی جنگ هم تمایل هر دو دولت ایران و روسیه بر به تصرف درآوردن گرجستان بود.
گنجه به سال ۱۲۱۸ ه‍.ق توسط سردار روسی ژنرال پاول سیسیانوف تصرف شد. به‌رغم دفاع حاکم ایرانی گنجه (جوادخان قاجار)، و نامید شدن حکام قره‌باغ و ایروان از فتحعلی شاه سبب شد خانات ایروان به تصرف نیروهای روسیه درآیند. با تصرف این شهرها نیروهای روسیه تا حدود ارس پیشروی کردند. به محض اطلاع فتحعلی‌شاه از تسخیر گنجه و تسلیم ایروان و قره‌باغ سپاهی به فرماندهی عباس میرزا نایب‌السلطنه که از همه برادران خود لایق‌تر بود فرستاد.

## پیش‌زمینه
در سال ‎۱۸۰۸–۹ م، مشاهدات جالبی توسط هیئتِ اعزامیِ بریتانیا به ایران در رابطه با دانشِ ایران دربارهٔ روسیه انجام شد. دو تن از اعضای این مأموریت — هارفورد جونز، سفیر، و جیمز موریر، یکی از منشیان او — اسناد مفصلی از اقامت خود در ایران تهیه کرده‌اند. موریر از عدم آگاهی عمومی از دنیای خارج در میان ایرانیان شگفت‌زده شد و نوشت: «به‌طور کلی، ایرانیان در جهل عمیقی از اوضاع و شرایط هر کشور دیگری زندگی می‌کنند.» اما به‌نظر می‌رسد که موریر چند استثنا در مورد مشاهدات عمومی بالا داشته‌است. در سنجشِ شخصیتِ نخست‌وزیر سابق شاه، میرزا شفیع مازندرانی، موریر مشاهده کرد که او «با تمام دربارهای مختلف اروپا آشنا بود» و همچنین «زمانی که سفیر کبیر فرانسه و همراهانش مهمان او بودند، اطلاعاتی دربارهٔ جغرافیا کسب کرد» افزون بر این، موریر گزارش می‌دهد که شاهزاده نایب‌السلطنه عباس میرزا به تاریخ اروپا و دستورالعمل‌های نظامیِ اروپایی علاقه‌مند بوده و «او می‌خواست در مورد تاریخ انگلستان، فرانسه و روسیه برای مقایسه آن‌ها بیشتر بداند.» کمبود آگاهی دولتمردان قاجار در مورد جهان به‌طور کلی، و به‌ویژه روسیه و کوشش برای آشنا شدن با هر دو، ممکن است از نظر گذارِ فرهنگی — که ایران در اوایل دههٔ ۱۸۰۰ در آن قرار داشت — بهتر درک شود. سلسله‌ای که ایران را در اواخر سدهٔ هجدهم متحد کرد، اساساً خانواده‌ای متعلق به تشکیلات قبیله‌ایِ بسیار بزرگتری به‌نام «قاجار» بود. در این زمینه، درحالی‌که این سلسله در تلاش برای ایجاد هویت سلطنتی بود، بسیاری از عادات فرهنگی قبیله‌ای باقی ماندند و برای کاهش روند تغییرات تلاش کردند. افزودن طبقهٔ مدیران فارسی‌زبان، پیشرفت عمده‌ای در این فرایند بود اما به‌سختی کفایت می‌کرد. حتی مدیران فارسی‌زبان مانند میرزا شفیع، میرزا بزرگ فراهانی قائم‌مقام اول، و میرزا ابوالقاسم قائم‌مقام ثانی درک محدودی از جهان داشتند. دولتمردان قاجار بارها و بارها روس‌ها را نادیده گرفتند و در مواجهه با دیپلماسی بین‌المللی نتوانستند از منافع دولت محافظت کنند.

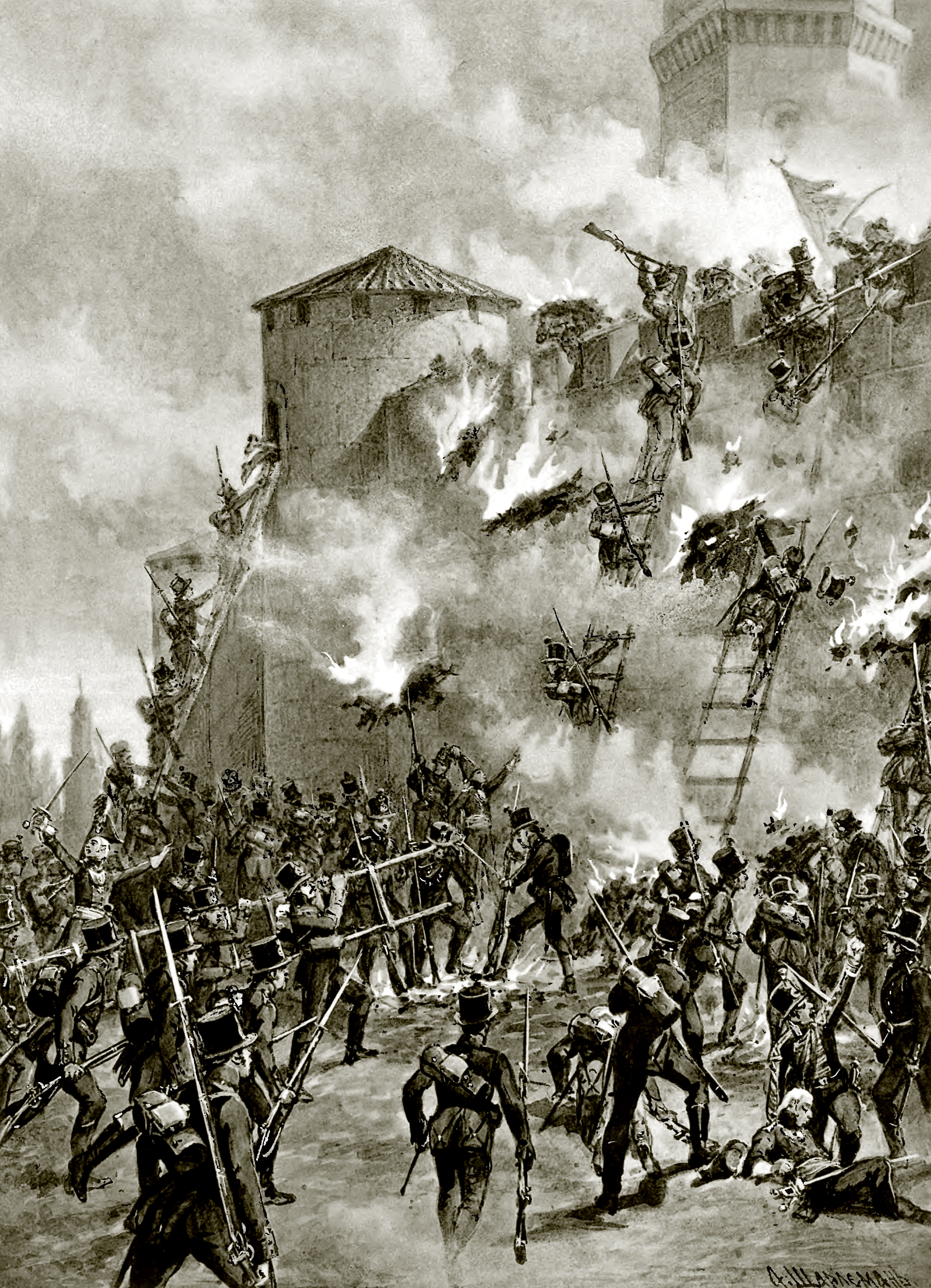
محاصره قلعه گنجه در سال ۱۸۰۴ در جریان جنگ‌های ایران و روسیه (۱۸۰۴–۱۸۱۳) توسط نیروهای روسی به رهبری ژنرال پاول سیسیانوف.

در روابط روسیه و ایران با خانات محلی و پادشاهان گرجستان در اواخر سدهٔ هجدهم و اوایل سدهٔ نوزدهم، مقامات روسیه نه تنها ادعاهای ایرانی را نسبت به این حاکمان نادیده گرفتند بلکه در ابتدا حتی جایگاه قاجار را به عنوان حاکمان ایران نپذیرفتند. نگاه به ایران به عنوان تابعی از حاکمان محلی، به‌جای یک کشور متحد، اهداف توسعه‌طلبانهٔ روسیه در منطقه را مشروع و حمایت می‌کند. در همان زمان، این دیدگاه فراتر از ایدئولوژی امپریالیستی بود. ادعاهای قاجار دربارهٔ حکومت بر کلیهٔ امپراتوری پیشین صفوی پس از چند دهه بدون دولت متمرکز قابل توجهی، در واقع اغلب بیشتر یک آرزو بود تا یک واقعیت سیاسی که در سطوح مختلف مورد اختلاف قرار گرفته‌است. قاجارها در مورد وفاداری حاکمان محلی به سختی می‌توانستند مطمئن باشند: در طی جنگ‌های روسیه و ایران، بعضی از خانات در ولایت آذربایجان، از امپراتوری روسیه در برابر قاجارها پشتیبانی کردند. از زمان کاترین، سیاست‌های روسیه در مورد ایران نه تنها توسط دولت در سن‌پترزبورگ، بلکه توسط بازیگران قدرتمند محلی مانند پادشاهان گرجستان یا نمایندگان کلیسای ارمنی — که می‌خواستند موقعیت خویش را با جذب حمایت روسیه تقویت کنند — اجرا می‌شد. افزون بر این، ادعاهای قاجار در سطح بین‌المللی مورد محاکمه قرار گرفت: دیگر همسایهٔ قدرتمند و دشمن دیرینهٔ ایران، امپراتوری عثمانی، سلطنت قاجار را تا زمان مرگ فتحعلی‌شاه در سال ۱۸۳۴ م به رسمیت نشناخت.
در میان قدرت‌های استعماری که به سراغ ایران می‌آیند، روسیه به‌عنوان سلطه‌جوترین کشور منطقه‌ای، نزدیک‌ترین همسایهٔ اروپا، و کشوری که ایرانیان بیشترین تعامل را در دههٔ ۱۷۰۰م با آن داشتند، ایستاده بود. برخلاف ایران، روسیه در سدهٔ هجدهم میلادی از نظر نظامی، اداری، آموزشی واقتصادی پیشرفت داشته‌است. بین سلطنت پتر یکم (مرگ ۱۷۲۵ م) و کاترین دوم (مرگ ۱۷۹۶ م)، روسیه تبدیل به یک امپراتوری غول‌پیکر زمینی با نیروی نظامی قدرتمند شد که همهٔ رقبای سنتی خود یعنی سوئد، لهستان و امپراتوری عثمانی را شکست داده بود. تا پایان سدهٔ هجدهم، روسیه حدود ۱٬۲۹۵٬۰۰۰ کیلومتر مربع قلمرو و جمعیتی حدود ۳۶٬۰۰۰٬۰۰۰ تا ۴۰٬۰۰۰٬۰۰۰ نفر را به دست آورده بود. در این زمینه، در اواخر سدهٔ هجدهم، قفقاز شرقی به کانون جاه‌طلبی امپراتوری روسیه تبدیل شده، و این کشور را به عنوان تهدیدی بزرگ برای دولتِ تازه استقراریافتهٔ قاجار از نظر تسلطش بر منطقه تبدیل کرده بود. مطالعات این دوره نشان می‌دهد که هر دو نخبگان ایرانی و روس قبل از اتحاد قاجار و در اوایل سدهٔ نوزدهم، دیدگاه تحقیرآمیزی نسبت به یکدیگر داشتند. این برداشت‌های منفی بر دیدگاهِ یکی نسبت به دیگری به عنوان «غیر متمدن و عقب‌مانده» متمرکز است، در نتیجه دیگری را تحقیر می‌کرد. بااین‌حال، همان‌طور که تحقیقات اخیر نشان می‌دهد، نخبگان قاجار نسبت به پتر یکم به‌عنوان اصلاح‌کننده‌ای قوی و موفق، مرتبه‌ای از احترام را قائل بودند.
سیاست روسیه در برابر ایران و قفقاز شرقی در دوران سلطهٔ کاترین گسترش یافت و دربرگیرنده منافع نظامی و بازرگانی نیز می‌شد. به لحاظ نظامی، روس‌ها علاقه‌مند به غلبه بر منطقه بودند تا در موقعیت بهتری قرار گیرند و در نتیجه با عثمانی‌ها در قفقاز غربی مقابله کنند. به لحاظ بازرگانی، این منطقه به روسیه فرصتی بالقوه برای تسلط بر تجارت با ایران و گسترشِ فراتر از آن به هند ارائه کرد. در مورد قفقاز شرقی، از همان ابتدا سیاست روسیه بر قراردادن رودخانهٔ کر و درنهایت ارس به‌عنوان مرزِ میانِ دو امپراتوری بود. در سال ۱۷۸۳ م، به‌موجب عهدنامهٔ گرجیوسک، هراکلیوس دوم، والی یا پادشاه گرجستان (شرق گرجستان) رسماً روابط چهارصد سالهٔ پادشاهیِ کوچکِ خود را با ایران قطع کرد و خود را تحت‌الحمایهٔ روسیه قرار داد. پادشاه هراکلیوس گرجستان متعلق به سلسلهٔ باگراتیونی‌ها بود، که در آن منطقه به عنوان خراجگزار شاهان ایران با عنوان والی یا حکمران حکومت داشتند. اما هنگامی که قدرت مرکزی در ایران در سدهٔ هجدهم میلادی سقوط کرد، هراکلیوس تلاش دیپلماتیک را برای تغییر رویکرد به سمت روسیه آغاز کرد و عهدنامهٔ گرجیوسک اوج این فرایند بود. دیگر جوامعِ مسیحیِ قفقاز شرقی نیز علاقهٔ خود را به تابعیت حکومت روسیه نشان دادند و در طول جنگ ایران با روسیه، روسیه را در اقدامات نظامی‌اش کمک کردند. احتمال داده شده‌است که قبل از سال ۱۸۰۴م، طبقهٔ حاکمِ قاجار، تصمیم روسیه برای تسخیر منطقه را دست کم گرفتند و تجاوزات روسیه به عنوان موضوع حملاتی موقت، به جای تلاش برای ضمیمه‌کردن منطقه در نظر گرفته شد. به‌نظر می‌رسد این نتیجه بر اساس عدم آمادگی از سوی ایران برای دور جدید مقابله با روسیه است. با این حال، مشاهدهٔ اینکه چگونه شاه جدید می‌تواند در آماده‌سازی ارتش خود به‌خاطر همهٔ مشکلات داخلی که او با آن روبه‌رو بوده‌است، کار بیشتری انجام دهد، دشوار است. به‌هرحال، با الحاق گرجستان به روسیه در سال ۱۸۰۱م، مشاهدهٔ اینکه چگونه قاجارها می‌توانند نیات روسیه را جز تصمیم برای تسخیر منطقه به‌طور دائم تفسیر کنند، دشوار است. بااین‌حال، از دیدگاه وسیع‌تر، قاجارها از تحولات در روسیه مطلع نبودند. ممکن است برداشت آنان از قدرتِ نظامیِ روسیه از طریق برخوردهای محدودی که قبلاً با روسیه داشتند، به دست آمده باشد. آنچه که شاید درک آن دشوارتر بود، منابع و اندازهٔ روسیه بود. برای داشتن چنین درکی، قاجارها نیاز به فرستادن مأموران سفارتی به روسیه با همراهی دیپلمات‌ها و مترجمان برجسته برای جمع‌آوری اطلاعات در مورد جامعه و دولت روسیه داشتند. هیچ‌یک از این موارد در این مرحله انجام نشده بود.
گیورگی دوازدهم، شاه کارتلی–کاختی گرجستان در سپتامبر ۱۷۹۹م، رسماً از روسیه درخواست تحت‌الحمایگی گرجستان را کرد و دو ماه بعد سپاه روس با استقبال و شادی مردم، وارد تفلیس شد. از دیگر سو، ایران بر حاکمیتش بر گرجستان تأکید داشت و با فرانسه و بریتانیا طرح رابطه و اتحاد ریخت. اما این روابط بر روسیه اثری نکرد. قتل پاول یکم در مارس ۱۸۰۱ م، احساسات ضدایرانی را شدت بخشید. انتصاب پاول سیسیانوف به فرماندهی کل قوای قفقاز در سال ۱۸۰۲ م، به‌منظور شدت‌بخشیدن به توسعه‌طلبی روسیه بود. سیسیانوف به‌طور منظم به سرزمین‌های همسایهٔ گرجستان حمله می‌کرد. خاناتی چون باکو، شکّی، شروان و قره‌باغ تسلیم شدند، اما گنجه و ایروان تمکین نکردند و در معرض حمله قرار گرفتند. سیسیانوف حتی به خط مرزی ارس–کُر رضایت نمی‌داد و حتی برای ضمیمه کردن خوی، تبریز و گیلان تلاش، و با هر پیشنهاد صلحی مخالفت می‌کرد.

## آغاز جنگ
سیسیانوف به گنجه حمله کرد و با این کار عباس میرزا را به مبارزه طلبید. همهٔ ایرانیان حمله به گنجه را تهاجم به تمامیت ارضی کشورشان قلمداد کردند و همگان یک‌صدا خواهان مقاومت بودند. در پایان ژوئن ۱۸۰۴ م، سیسیانوف به ایروان حمله کرد و هم‌زمان عباس میرزا نیز به آنجا رسید. اول ژوئیه نخستین جنگ ایران و روس آغاز شد که نتیجه‌ای قطعی نداشت. به‌رغم پیش‌بینیِ روس‌ها، روشن شد که این جنگْ طولانی و پرهزینه خواهد بود. هدف فوری پیشروی روسیه در گنجه این بود که امنیت مرز جنوبیِ گرجستان — استان امپراتوری روسیه از ۱۸۰۱ م — را تأمین کند. بر پایه منابع پارسی، مرتضی‌قلی‌خان، برادر و رقیب آقامحمدشاه پس از فرار به روسیه، آنان را متقاعد کرد تا به قلمرو مورد ادعای ایران حمله کنند. با ظهور روس‌ها در منطقهٔ مرزی، ایران به جریان متقابل سیاست قدرت اروپا کشیده شد. سفیران بریتانیای کبیر، فرانسه و روسیه پس از ورود به تبریز، با وظیفهٔ دشوارِ تطبیقِ اقداماتِ خود در ایران با نوسانات سریع سیاست در اروپا روبه‌رو شدند. حاکمان خانات محلیِ بین ارس و قفقاز، ثابت کردند که متحدانِ غیرقابلِ اعتماد برای ایران و روسیه — همانند فرماندهان عثمانی وان — بودند.
پس از اولین نبرد جنگ روس و ایران در تاریخ اول ژوئیهٔ ۱۸۰۴ م در نزدیکی ایروان، درحالی‌که عباس میرزا در پایان نبردی شَدید، به‌سرعت از دگرگونی‌ها و اصلاحات مورد نیاز مطلع شد، پدرش و محافل درباری که او را احاطه کرده بودند، فعالیت چندانی در این‌باره نداشتند. اگر جنگ طولانی‌مدت می‌شد، تبدیل به موضوعی فرعی برای رقابتِ گستردهٔ ناپلئونی در اروپا می‌شد. درواقع، ناکامی در حفظ یک پیروزی قاطع، به‌شدت سیسیانوف را خشمگین و استراتژی روسیه را مختل کرد؛ و همان‌طور که الکساندر خود نیروهایش را به شکست در استرلیتز کشاند، یک حزب صلح در سن پترزبورگ ظهور می‌کرد، که خواستار حل و فصل مسائل برجسته و خارجی بود. یک سال پس از آغاز جنگ، روسیه برای صلح آماده شد، اما سیسیانوف به‌شدت مخالفت کرد. سرانجام سیسیانوف به‌دست حسینقلی‌خان باکویی کشته شد. مرگ سیسیانوف منجر به عقب‌نشینیِ موقتِ نیروهای روسی از منطقهٔ باکو شد. خبر مرگ او پیروزی کوچکی بود، ولی روحیه ایرانیان هنگامی‌که سر بریدهٔ او به تبریز و سپس به تهران منتقل شد افزایش یافت. اما ترور فرماندهِ روسی در تصمیم روسیه تأثیری نکرد، زیرا تا پایان سال ۱۸۰۶ م، روسیه تمام خانات قفقاز شرقی به‌جز ایروان، نخجوان و تالش را اشغال کرده بود. تلاش عباس میرزا برای بازپس‌گیری قره‌باغ به‌دلیل نبود توپخانهٔ مؤثر و ترور ابراهیم خلیل‌خان جوانشیر توسط روس‌ها شکست خورد. بدین‌ترتیب روسیه کنترل تمامی مناطق مورد اختلاف در شمال کُر و برخی مناطق بین کر و ارس را به‌دست‌آورد، وضعیتی که به‌طور قابل‌توجهی در مدتِ باقی‌مانده از جنگ تغییر نکرد، اما گسترشِ هرچه بیشترِ آن دشوار بود. ایوان گودُویچ جانشین سیسیانوف شد، که بی‌نتیجه به‌دنبال حل‌وفصل صلح بود؛ او سپس در ۱۸۰۸ م تهاجم روسیه را ادامه داد و به‌طور موقت اچمیادزین و نخجوان را اشغال و ایروان را محاصره کرد، اما نتوانست آن را فتح کند. ایروان، تحت فرماندهیِ توانمندِ حسینقلی خان قاجار، جبههٔ دفاعِ ایران برای باقی جنگ شد. قاجارها با فراهم کردن فتوای جهاد و سپس دریافتِ حمایتِ قابل‌توجه از بریتانیا، در سال ۱۸۱۰ م به قره‌باغ حمله کردند و در نبرد سلطان‌آباد در ارس در ۱۳ فوریه ۱۸۱۲ م پیروز شدند و قلمرو را در تالش در سال ۱۸۱۲ م بازسازی کردند. نایب‌السلطنه بارها به ایروان — در نزدیکی قلعهٔ پمبک —، شوشی، گنجه، نخجوان و شروان نزدیک شد. بین سال‌های ۱۸۰۴ و ۱۸۱۰ م او مبارزات سالانه را در سراسر ارس راه‌اندازی کرد، هرچند که جنگ تا سال ۱۸۰۶ م به همان خوبی بود، زیرا روسیه تا آن زمان در سرزمین‌های شمال ارس — به‌جز ایروان — قرار داشت. در سال ۱۸۱۰ م، روس‌ها به ایران پیشنهاد معاهدهٔ صلح دادند که قلمرو اشغالی در اختیار آنان بماند و نیز ایران دست آنان را در شرق آناتولی و بین‌النهرین بازگذارد، اما این پیشنهادها رد شد. در پایان سال ۱۸۰۷ م، عباس میرزا توانست تعدادی از فراریان روس و لهستانی و زندانیان جنگی را استخدام کند تا ارتش خود را در مدل اروپایی آموزش دهد. این روس‌ها، که تعدادشان چندصد نفر بود، اغلب مردانِ بدونِ ارزشِ نظامیِ بالایی بودند، اما تأثیر مثبتی روی ایرانیان گذاشتند و بسیاری از آنان به افسران وفاداری در ارتش جدید عباس میرزا تبدیل شدند. استخدام روس‌ها نیز نشان می‌دهد که در تبریز ایدهٔ ضرورت توسعهٔ یک ارتش مدرن، پیشتر ایجاد شده بود.
در میان دولتمردان تبریز، نخستین قائم‌مقام نه تنها در آذربایجان، بلکه در کل ایران بسیار توانا بود. او به‌عنوان یک مقام عالی‌رتبهٔ ضدروسی شناخته شده، و ارتباط نزدیکی با عباس میرزا برقرار کرده بود. بدین‌ترتیب، نخستین قائم‌مقام بی شک نقش مهمی در توسعهٔ استراتژی ضدِ روسیه در دربار تبریز ایفا کرد. این اختلاف نظر در مورد توانایی‌های ایران و قدرت نظامی روسیه تا پایان جنگ دوم با روسیه در سال ۱۸۲۸ م ادامه یافت؛ بنابراین، دورهٔ زمانی ‎۱۸۰۶–۱۲ م زمانی بود که ایران در موقعیت نسبتاً خوبی قرار داشت تا با دشمن بسیار قوی روبه‌رو شود. به‌نظر می‌رسد که دولتمردان ایران از این واقعیت و مشکلاتی که روسیه با آن روبه‌روست، آگاه بوده‌اند. در طول این دوره، روسیه تحت فشارهایی بود که توانست تنها حدود ۱۰٬۰۰۰ نیرو را به جبههٔ جنگ با ایران اعزام کند، درحالی‌که ارتش قاجار هفت برابرِ این رقم را ثبت می‌کرد. این دوره زمانی بود که شاه تصمیم گرفت تا قوانینی را برای سازماندهی مجدد و مدرن‌سازی ارتش و ایجاد نظام جدید در اوایل سال ۱۸۰۸ م به تصویب برساند. در این زمان، به‌ویژه پس از شکست‌های سال ‎۱۸۰۶–۷ م، روشن شد که بدون یک ارتش مدرن، به‌ویژه توپخانه و پیاده‌نظامِ مدرن، برای تکمیل ارتش سنتی شاه، شکست دادن روس‌ها غیرممکن خواهد بود؛ و بهترین کار این است که شاه امیدوار باشد که جنگ، دفاعی باشد تا بتواند روس‌ها را در آن منطقه‌ای که اشغال نشده‌است، نگه دارد. در این زمینه، وظیفهٔ سازماندهی نیروهای نظام جدید به عباس میرزا، فرماندهِ کل نیروهای ایران، با کمک نخستْ فرانسوی‌ها و سپس بریتانیایی‌ها، سپرده شد. استراتژی آقامحمدشاهی برای عقب‌نشینی و اجرای سیاست زمینِ سوخته و حملات چریکی، به‌دلیل قدرت آتش و استراتژی روسیه برای تقویت قلعه‌های تسخیرشده و استفاده از آن‌ها به‌عنوان سکویی برای مرحلهٔ بعدیِ حمله، موفقیت چندانی نداشته‌است. عدم اطمینان از خانات قفقاز — که نشان داده بودند متحدان ضعیفی برای قاجار هستند — به این مشکل افزوده شد. تا سال ۱۸۰۸ م، ایران به‌وضوح در موقعیت دفاعی و در تلاش برای نگهداری ایروان و نخجوان بود؛ و نیز بدون توانایی برای تصرف سرزمین یا تسخیرِ مجدد هر یک از شهرهایی که به دست روس‌ها افتاده بود، حملات محدودی را به سرزمین‌های اشغالی روسیه هدایت می‌کرد.
برای ایران، پیشرفت ناپلئون فرصت‌های جالبی را فراهم کرد و در ۴ مهٔ ۱۸۰۷ م فتحعلی‌شاه — که از تزویر انگلیس نومید شده بود — عهدنامهٔ فینکنشتاین را با امپراتور فرانسوی امضا کرد. این معاهدهٔ کوتاه‌مدت و جامع، دربردارندهٔ کمک نظامی به ایران، ازجمله آموزش و تأمین تجهیزات، همراه با شناخت حق حاکمیت ایران بر گرجستان بود و در برابر ایران باید روابط با بریتانیا را کاملاً قطع می‌کرد و به نیروهای فرانسوی برای حمله به هند بریتانیا اجازهٔ عبور از خاک کشور را می‌داد. ژنرال گاردان به تهران فرستاده شد تا اجرای این معاهده را شروع کند، که این مسئله به‌شدت باعث آشفتگی بریتانیا شد. متأسفانه تلاش‌های دیپلماتیک فتحعلی‌شاه، به‌مانند روابط پیشین با بریتانیا، قربانی تغییرات جنگ در اروپا شد. پیش از ورود گاردان به تهران، ناپلئون قاطعانه روس‌ها را در فریدلند شکست داد که این نبرد منجر به انعقاد عهدنامهٔ تیلسیت و دوستی بین فرانسه و روسیه شد. فتحعلی‌شاه خود را زیان‌دیده یافت. بریتانیا در موضوع دفاع از هند نگران بود، هرچند اطمینان داد که معاهدهٔ جدیدی در آیندهٔ نزدیک پیش نخواهد آمد، بااین‌حال در جهت مخالفت شدید با عهدنامهٔ فینکنشتاین، دو معاهده با بریتانیا در سال ۱۸۰۹ و ۱۸۱۲ م به نام‌های عهدنامهٔ مُجمَل و عهدنامهٔ مُفصَّل امضا شد. به‌عنوان مثال، اگرچه بریتانیا موافقت کرد که در برابر تهاجم‌های اروپایی کمک کند، اما این معاهدات شامل موارد طولانی در مورد شرایط خاصی بود که بریتانیا به ایران کمک می‌کرد.

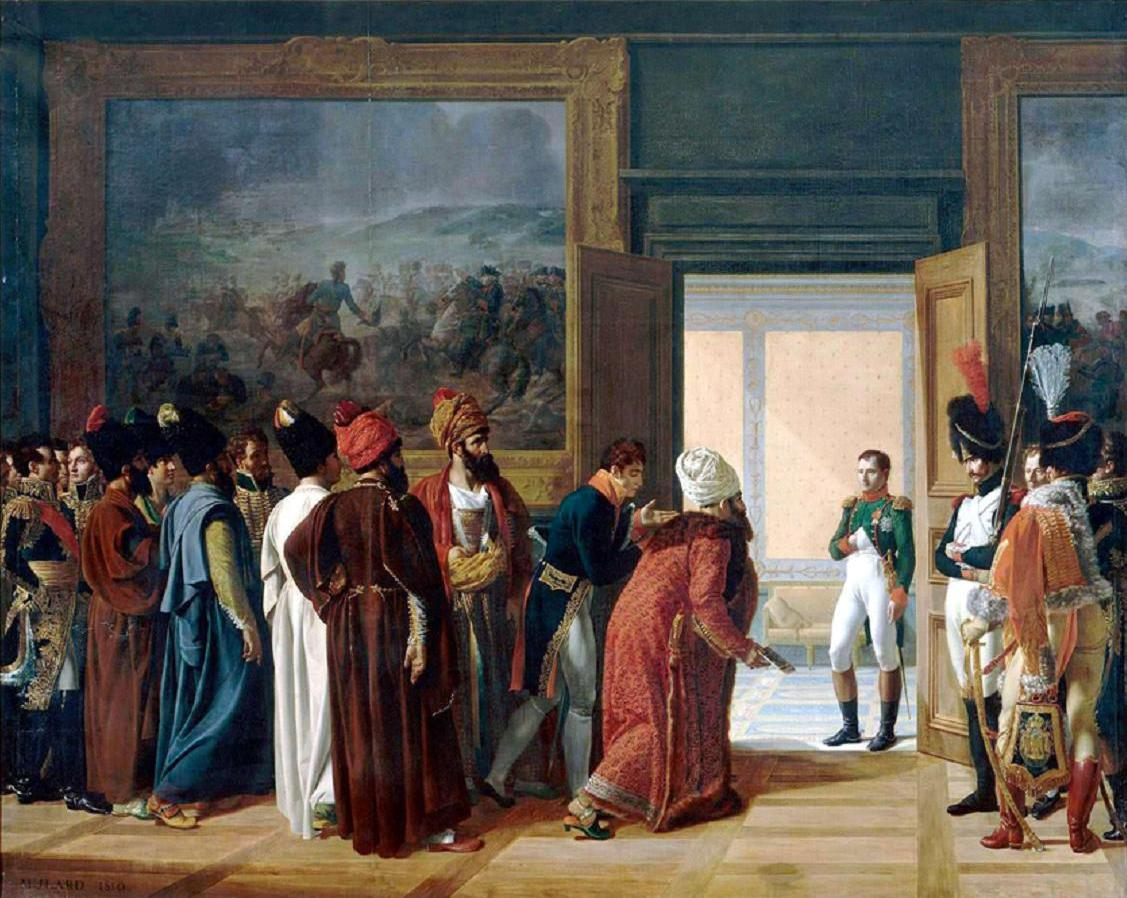
دیدار فرستاده ایران میرزا محمدرضا قزوینی با ناپلئون بناپارت در کاخ فینکشتاین در ۲۷ آوریل ۱۸۰۷ برای امضای عهدنامه فینکنشتاین.

تا سال ۱۸۱۲ م، نیروهای نظام جدید سه سال دیگر تحت آموزش افسران انگلیسی قرار گرفته بودند و در جنگْ تجربه کسب کرده بودند. پیش از سال ۱۸۱۲ م، ایران و روسیه همچنان با هم درگیر جنگ بودند. در برخی موارد، نیروهای ایرانی به عمق سرزمین‌های اشغال‌شده توسط روسیه تا شمال گنجه نفوذ کردند، اما قادر به نگه‌داشتنِ هیچ موضع ثابتی نبودند. در مارس ۱۸۱۲ م، نیروهای روسی به‌طور اندک و ناموفق به جنوب رودخانهٔ ارس رفتند و خشونت روسیه به مردم محلی، طعمِ اشغالِ خشن و خام‌دستانهٔ روسی را چشاند. این، دور جدیدی از نبردِ شدیدِ میان دو کشور بود آنچنانکه در جنگ با فرانسه نمود کرد و باعث شد تا روسیه در مهٔ سال ۱۸۱۲ م با امپراتوری عثمانی شتابزده صلح کند و همه سرزمین‌های تسخیرشده را بازگرداند. جنگ کامل با ایران در ژوئیهٔ ۱۸۱۲ م از سر گرفته شد، درحالی‌که ارتش بزرگ ناپلئون در حال آماده شدن برای حمله به روسیه بود. بااین‌حال، اولین جنگ روس و ایران پس از شکست ایران در اکتبر ۱۸۱۲ م در اصلاندوز و در ژانویه ۱۸۱۳ م در لنکران به پایان رسید.

### نبرد اچمیادزین
عباس میرزا پس از مرتب کردن سپاه خود در آذربایجان برای سرکوب محمدخان قاجار که حکمرانی ایروان را به عهده داشت و تسلیم روس‌ها شده بود به آن شهر لشکر کشید. سیسیانف فرمانده روسی برای کمک به حاکم ایروان به حوالی اچمیادزین مرکز خلیفه ارامنه ایروان شتافت. فرمانده روسیه سه روز سپاه عباس میرزا را گلوله‌باران کرد چون از عهده آن‌ها برنیامد از ادامه جنگ به صورت مستقیم خودداری کرد. در این بین محمدخان چون ضعف و ناتوانی فرمانده روسیه را از جنگ با عباس میرزا دید از عباس میرزا ولیعهد ایران تقاضای عفو و بخشش کرد. سیسیانف به صورت غافلگیرانه خواستار آن شد که بر سپاه ایران شورش کند و در صبح ششم ربیع‌الثانی ۱۲۱۹ در اچمیادزین برادر وی عباس میرزا ناگهان حمله برد و لشکریان ایران را از آن نقطه پراکنده کرد اما چون نیروی کمکی که از جانب فتحعلی شاه برای عباس میرزا فرستاده شده بود سیسیانف ژنرال روسی را شکست دادند و او ناچار عقب‌نشینی کرد و این جنگ به پیروزی ایران منتهی شد حکمرانی ایروان همچنان در اختیار محمدخان قرار گرفت و حکمرانی نخجوان با حکم فتحعلی شاه به کلبعلی خان سپرده شد.

### جنگ سال‌های ۱۲۲۲–۱۲۲۰ و قتل سیسیانوف
پس از پیروزی سپاه ایران در اچمیادزین فرمانده روس درصدد برآمد به سواحل گیلان لشکرکشی و سپس تهران را تسخیر کند و دولت ایران را تحت‌الحمایه روسیه کند. در این زمان حکمرانان شوشی و قره باغ تسلیم روسیه شدند. قتل ژنرال پاول سیسیانوف فرمانده کل ارتش روسیه در این جنگ‌ها در ماه ذی الحجه ۱۲۲۰ قمری با خدعه حسینقلی خان و ابراهیم خان صورت گرفت و سرش را با فرستاده مخصوص چاپاری به تهران آوردند. پس از این واقعه فتحعلی شاه به فرمانده خود دستور مقابله با نیروهای روسیه و تنبیه حاکمان قره باغ و شوشی را صادر کرد. مقارن رسیدن سپاه ایران به ساحل رود ارس نیروهای روسیه به عزم تسخیر گیلان از راه دریا راهی شدند. فرمانده روسیه در تسخیر گیلان به علت رو به رو شدن با موسی خان فرمانده قاجار در گیلان و مشکلات و تلفات و خسارت‌های زیاد ناموفق ماند.

### علت شکست سیسیانوف در جریان تسخیر گیلان
نبود بندر و لنگرهای خوب در گیلان باعث شد کشتی‌های بزرگ روسیه نتوانند تا ساحل پیشروی کنند و نیروی خود را در بندر انزلی پیاده کنند. ایستادگی مردم گیلان نسبت به ارتش روسیه و نبود علوفه، آذوقه و لوازم لشکری برای سپاه روسیه باعث شد روسیه نتواند به موفقیت دست پیدا کند.

### نبرد اصلاندوز (۱۸۱۲ م)

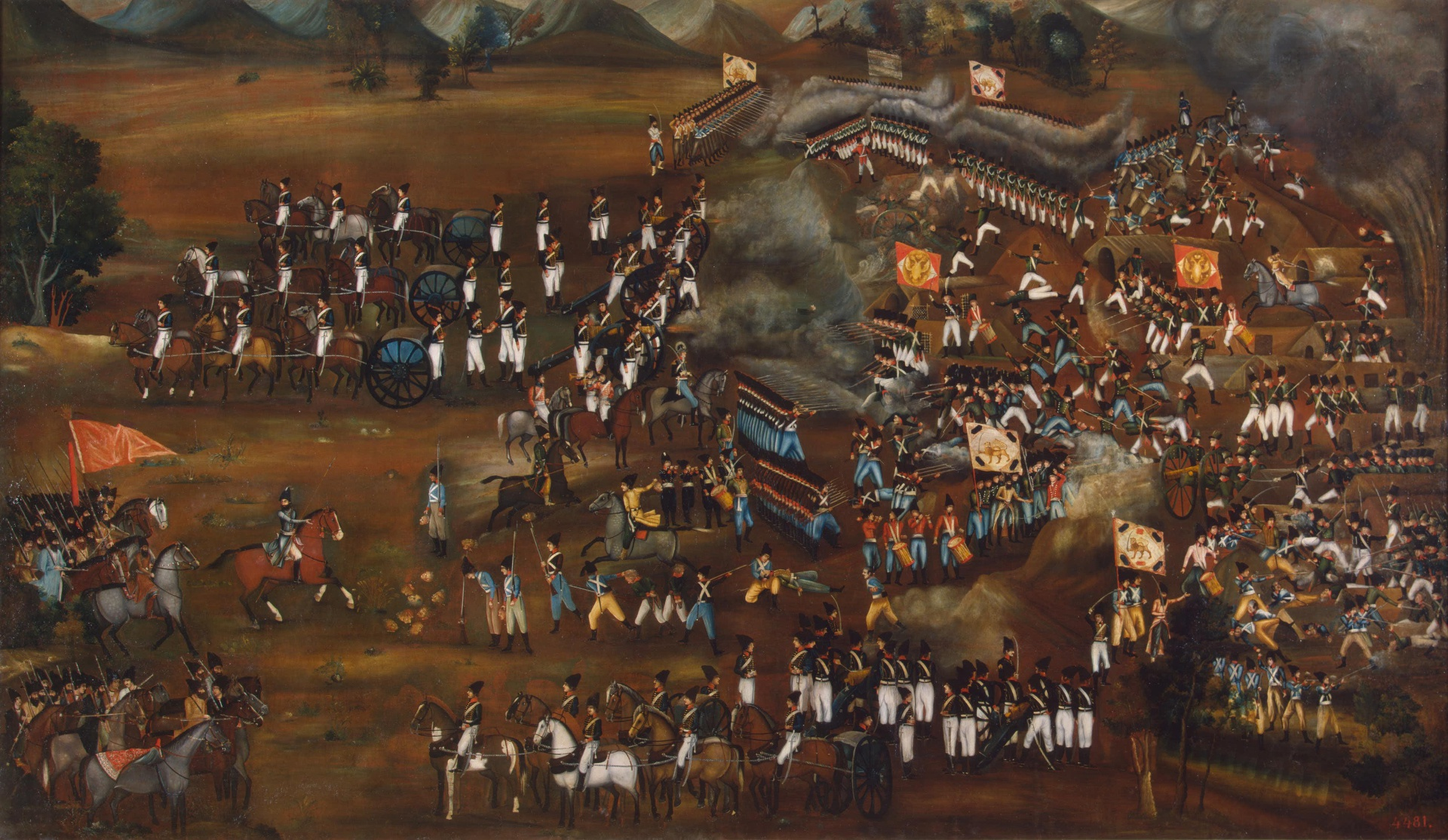
تابلوی نقاشی مربوط به سال ۱۸۱۵–۱۸۱۶ م که نبرد سلطان‌آباد در سال ۱۸۱۲ م و پیروزی سپاه عباس میرزا را ترسیم کرده‌است. این تابلو در اصل در قصر عباس میرزا نگهداری می‌شده اما بعدها توسط روس‌ها به روسیه برده شده‌است.

از سوی دیگر، امید فتحعلی‌شاه به کمک بریتانیا از دست رفت، چراکه به‌دنبال آغاز جنگ‌های ناپلئونی علیه کشورهای اروپایی، بریتانیا با روسیه علیه فرانسه متحد شده بود. بدین ترتیب فرانسه متمایل شد که وارد صحنه شود. در مهٔ ۱۸۰۷ م عهدنامهٔ فینکنشتاین میان ایران و فرانسه به امضا رسید. ناپلئون به‌منظور اجرای عهدنامه، کلود ماتیو گاردان را در رأس هیئتی نظامی به ایران فرستاد. اما پیش از رسیدن هیئت به تهران، روسیه از فرانسه شکست خورد و عهدنامهٔ تیلسیت میان طرفین منعقد شد؛ این‌گونه ناپلئون به‌سرعت تمایلش به ایران را از دست داد. گاردان در ایران منتظر ماند، اما پس از ورود هیئت بریتانیایی به ایران — که برای انعقاد قراردادی دیگر آمده بودند — کشور را ترک کرد. در سال ۱۲۲۵ ه‍.ق/‎۱۸۱۰–۱۱ م، نخجوان یک‌بار دیگر هدف شاهزاده قرار گرفت. تلاش‌های ناپلئون برای میانجی‌گری میان ایران و روسیه ناکام ماند و بدین‌گونه، اتحاد ایران و فرانسه شکست خورد. بریتانیا تعهد داد در برابر تهاجم خارجیِ هر کشورِ اروپایی به ایران، از ایران حمایت کند به شرط آنکه ایران آغازگر جنگ نباشد، شرطی که بسیار مبهم و پرتناقض می‌نمود. جنگ در قفقاز طولانی شد؛ و در تهاجم ناپلئون به روسیه در سال ۱۸۱۲ م، روسیه و بریتانیا دیگربار در کنار هم ایستادند. ایران بسیار تنها مانده بود.
کمتر از یک ماه پس از توقف مذاکرات، نیروهای ایرانی تحت فرمان نایب‌السلطنه عباس میرزا — که در اصلاندوز اردو زده بودند — در ۲۴ شوال ۱۲۲۷ ه‍.ق/۳۱ اکتبر ۱۸۱۲ م مورد شبیخون ارتش روس قرار گرفتند. در اصلاندوز در کنار ارس، ارتش روس به فرماندهی پویتر کوتلیاروسکی با ۲۲۶۰ سرباز در دو روز نبرد با ارتش ایران به فرماندهی عباس میرزا و با ۳۰۰۰۰ سرباز، ۱۲۰۰ نفر از سربازان ایران را کشتند و ۵۳۷ نفر را اسیر کردند، درحالی‌که شمار سربازان کشته و مجروح روسیه ۱۲۷ نفر بود. این حمله جز برای مصالحهٔ بریتانیا و روسیه در اروپا و متعاقب آن تبانی دو قدرت بر سر ایران انجام نشده‌است. با آنکه سربازان ایرانی پیکار خوبی کردند، اما روشن بود که ایران بازندهٔ جنگ است. سربازان عباس میرزا به کلی هزیمت، و تلفات سنگینی را متحمل شدند. نتیجهٔ این جنگ ده ساله در واقع با این حمله قطعی شد، زیرا ارتش آذربایجان دیگر نمی‌توانست مقاومت مؤثری را شکل دهد. بنابراین عباس میرزا برای آتش‌بس آماده شد و سرانجام با میانجی‌گری و تحریک بریتانیا، طرفین به صلح رضایت دادند و ایران درنهایت مجبور به پذیرفتن شرایط سخت‌گیرانهٔ عهدنامهٔ گلستان شد که در ۲۹ شوال ۱۲۲۸ ه‍.ق/۱۲ اکتبر ۱۸۱۳ م به امضا رسید. به موجب این معاهده، ایران مجبور به واگذاری ایالات گنجه و قره باغ ولایت های دربند، باکو، شکی، شروان، قبه، آچوق باشی، بخشهایی از تالش و همچنین صرفه نظر از تمام ادعای های خود بر داغستان، گرجستان و آبخازیا شد.

## نتیجه

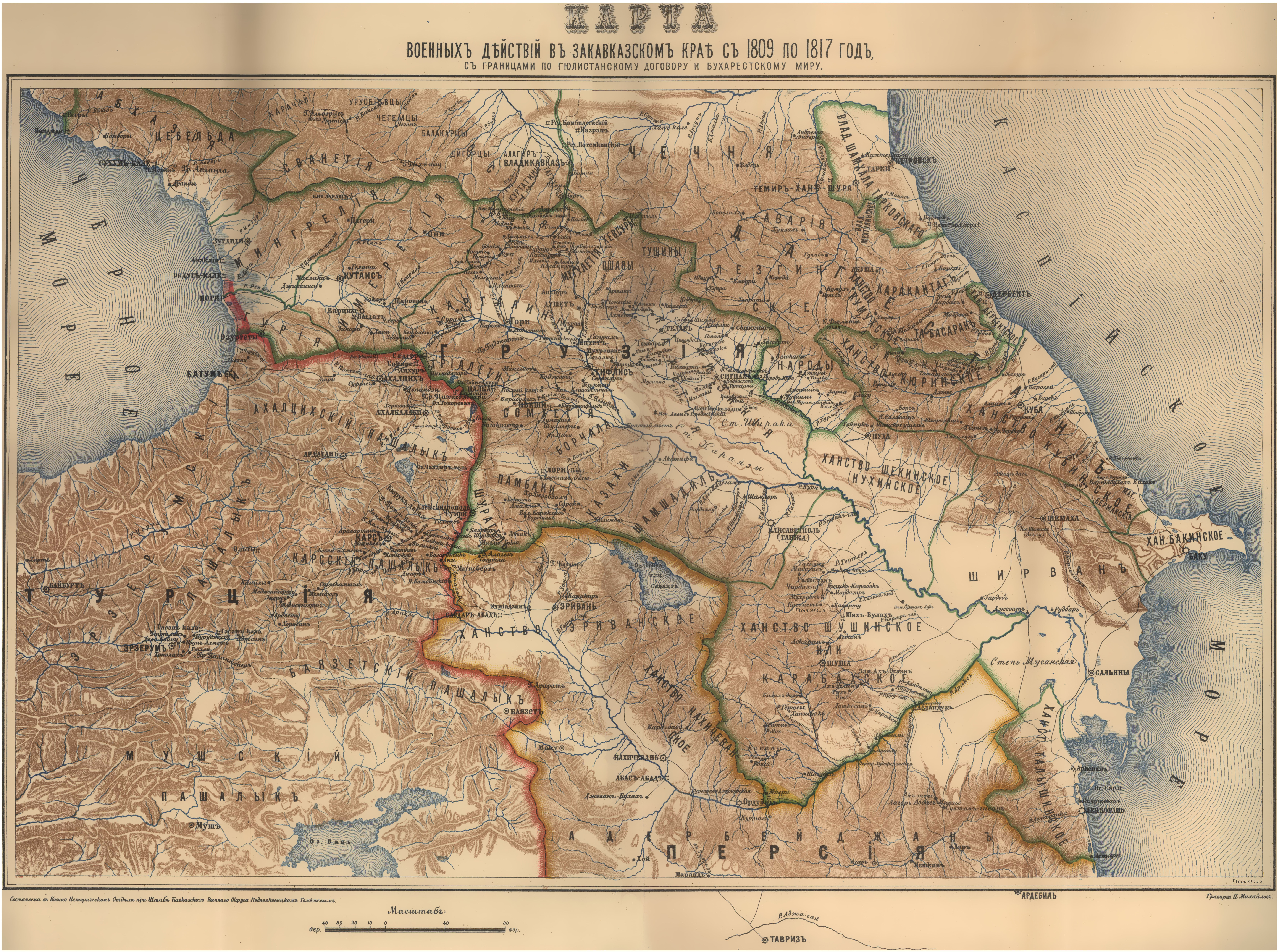
نقشه عملیات نظامی در منطقه قفقاز از سال 1809 تا 1817، با مرزهای تحت پیمان گلستان و پیمان بخارست.

اولین جنگ روس و ایران برای ایران خوب نبود. با شکست ناپلئون در حمله به روسیه در سال ۱۸۱۲ م، الکساندر توانست بار دیگر به قفقاز بازگردد و نیروهای بیشتری را به دست آورد. در نبرد اصلاندوز عباس میرزا توسط نیرویی بسیار ضعیف از روسیه، شکست خورد و موجب شد جنگ با پایانی ننگ‌آور و تأیید بر برتری نظامی بی‌شبههٔ غرب به پایان برسد. معاهدهٔ گلستان درنهایت در ۴ اکتبر ۱۸۱۳ م به امضا رسید. این معاهده نه تنها مرزهای بین‌المللی را — البته نامشخص — اصلاح و از دست رفتن بسیاری از سرزمین‌های قفقاز را تأیید کرد، بلکه اذعان کرد که تنها روسیه می‌تواند کشتی‌های دریایی خود را در خزر مستقر کند؛ و نیز اطمینان داد که روسیه نه تنها جانشین قانونی سلطنت را به رسمیت می‌شناسد، بلکه در صورت لزوم، او را حمایت می‌کند. این مفاد، دخالت روسیه در امور داخلی دولت ایران را تسهیل می‌کند آنگونه که در معاهدهٔ روسی–عثمانیِ کوچوک قینارجه در سال ۱۷۷۴ م بود. انگلیس نمی‌توانست چنین تصمیمی را نادیده بگیرد، ازاین‌رو به‌سرعت معاهده‌ای جدید در سال ۱۸۱۴ م به امضا رسید که در آن بندی قرار گرفت که در شرایط اندکی محتاطانه‌تر، وسیله‌ای بود که انگلیس می‌توانست در امور داخلی ایران دخالت کند. نیز این معاهده، معاهده‌ای را که در سال ۱۸۱۲ م به تصویب رسیده بود، تأیید کرد که در صورت عدم کمک نظامی از بریتانیا، بریتانیا یارانهٔ سالانهٔ ۲۰۰۰۰۰ تومانی را تأمین می‌کند؛ هرچند بار دیگر این موضوع به دلایل متعددی از سوی انگلیس مشروط شد. بااین‌حال به نظر می‌رسد ظاهراً وعدهٔ کمک‌های انگلیس، ارادهٔ ایران را در برابر حملات روسیه محکم‌تر کرده بود و امیدوار بود که اتخاذ تاکتیک‌های نظامی جدید و نظم و انضباط — یا همان «نظام جدید» — ثمری داشته باشد. در حقیقت، هیچ‌یک از طرفین، معاهدهٔ گلستان را نهایی نکردند و هر دو ظاهراً آماده و مایل به ادامهٔ جنگ بودند.

### پیمان گلستان
شکست ایران در جنگ اصلاندوز به علت غافلگیر شدن و شورش‌های خیانتها و شورش در مناطق طالش و برخی مناطق ترکمن‌نشین ایران، فتحعلی شاه را مجبور به صلح با روس‌ها کرد. میرزا ابوالحسن ایلچی به عنوان نماینده و سر گور اوزلی نیز به عنوان واسطه از تهران عازم روسیه شدند. دولت روسیه نیز چون در این زمان سخت گرفتار درگیری و کشمکش با ناپلئون بناپارت بود از رسیدن سفیر ایران و تقاضای صلح استقبال کرد. قرارداد صلح در قریه گلستان از محال قره باغ منعقد شد. این عهدنامه به وساطت سر گور اوزلی، نماینده روس یرمولوف و نماینده تهران میرزا ابوالحسن خان ایلچی به تاریخ ۲۹ شوال (۱۲۲۸ه‍.ق) در یازده فصل امضا شد.
پیمان گلستان سبب شد که روس‌ها که در بدترین شرایط در جنگ با فرانسه بودند، از گرفتاری‌های ایران آسوده شده و سرزمین‌های جدیدی به متصرفات خود بیفزایند.. پیمان گلستان سبب شد مرزهای ایران تغییر کند.
البته ایران نیز فرصت کرد ترکمن‌های شورشی را سرکوب کند. در ضمن ایران با این فرصت بدست آمده به شمال عراق لشکرکشی کرد و شهرهای سلیمانیه امروزی و موصل و کرکوک و اربیل را از چنگ عثمانی درآورد و ارتش سلطان عثمانی محمود دوم را که رهبر اهل سنت جهان به‌شمار می‌رفت شکست داد. سپس عباس میرزا به فرمان فتحعلی شاه در تبریز تجدید قوا کرده و آماده جنگ دوباره با روس‌ها شد.